# Бюрократия низового уровня

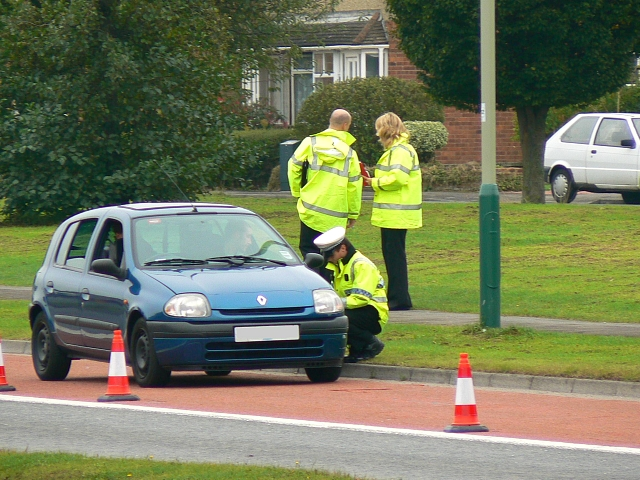
Дорожная проверка полицией

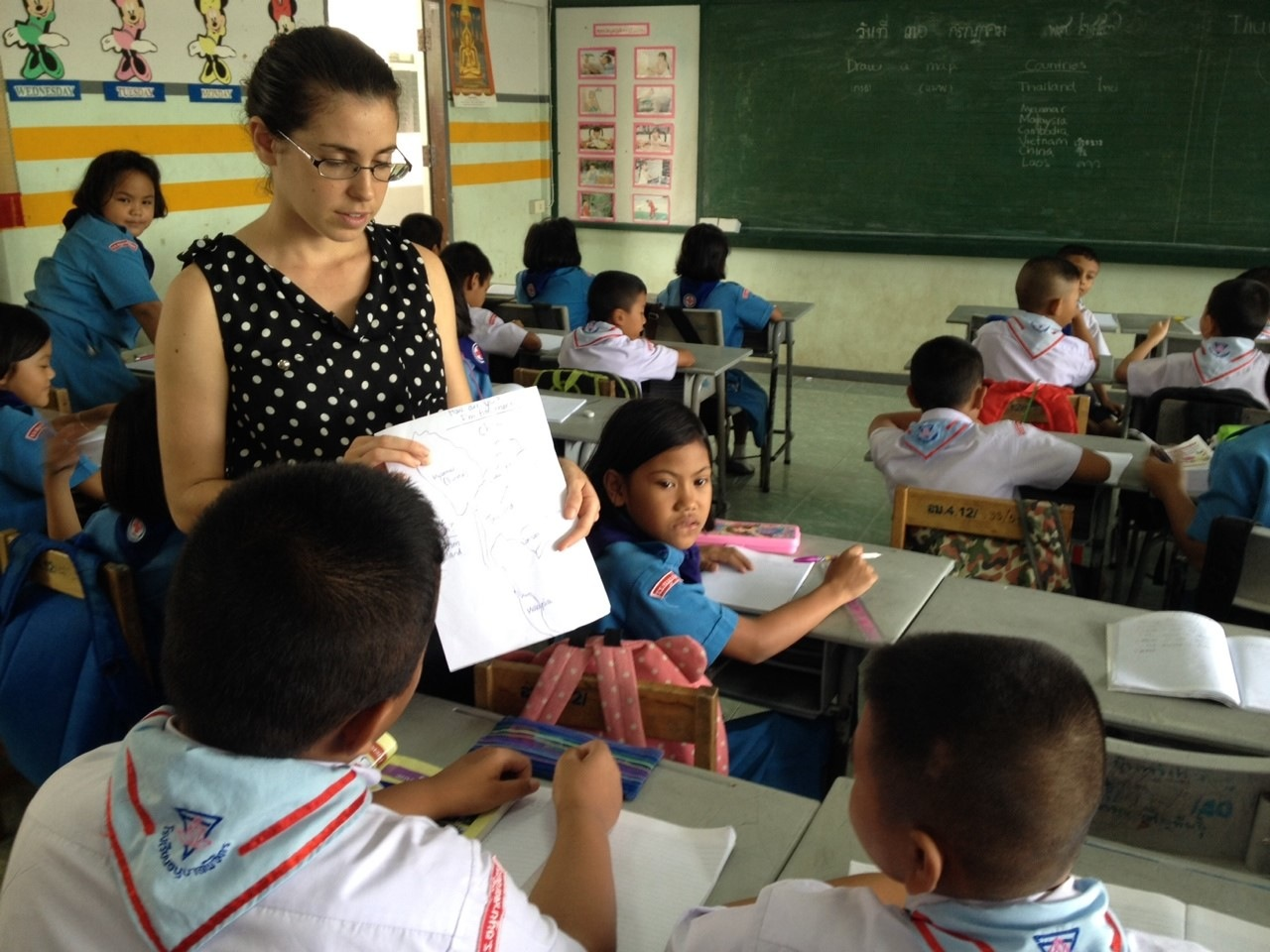
Учитель начальных классов за работой

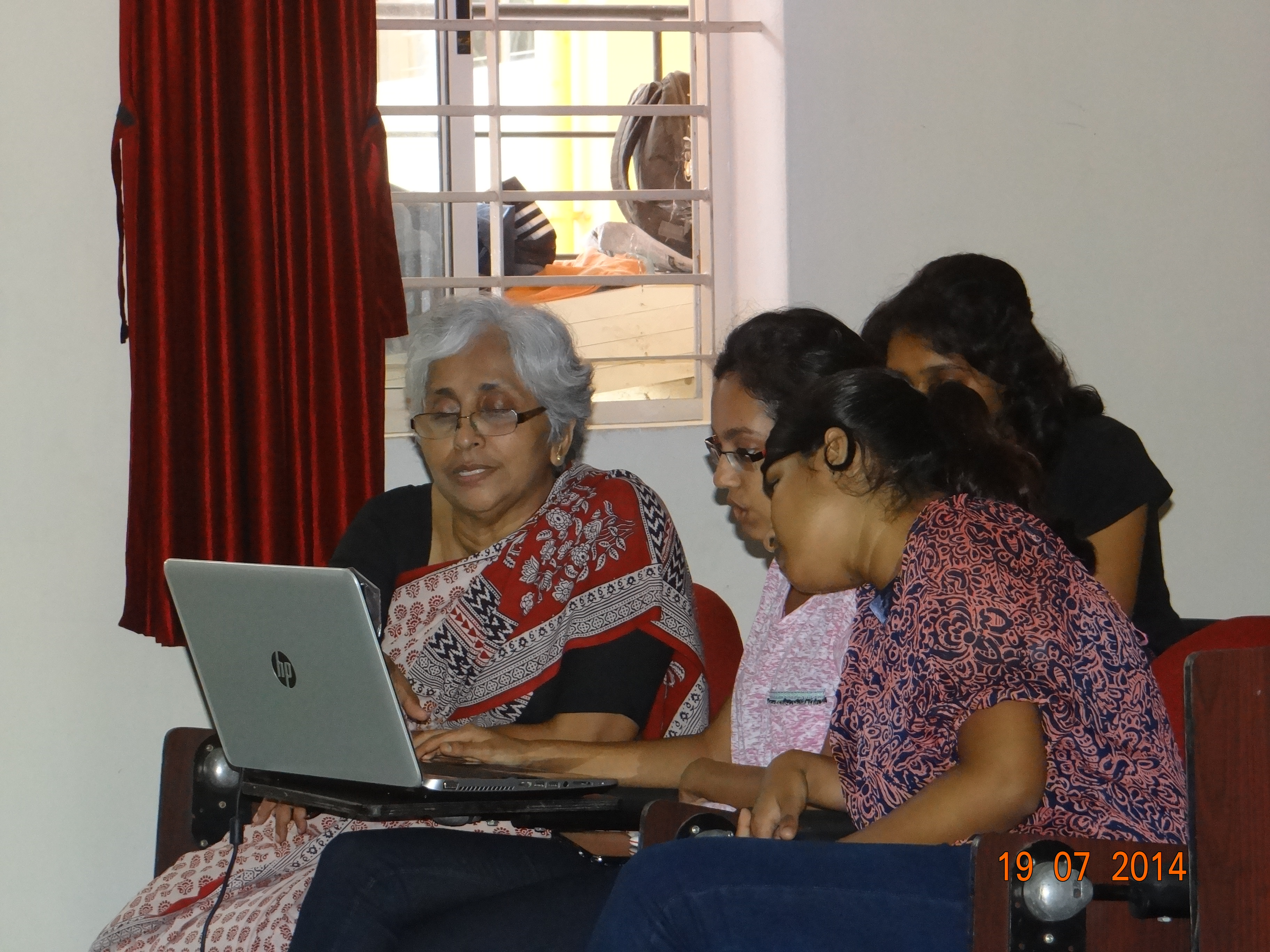
Социальный работник обучает использованию компьютера

Бюрократия низового уровня (англ. street-level bureaucracy) — это уровень органов государственного управления, на котором государственные служащие должны вступать в прямой контакт с гражданами. Бюрократы низового уровня должны обеспечить исполнение государственных законов и государственной политики в различных областях: от государственного управления до образования и здравоохранения. В качестве примеров обычно называют полицейских, социальных работников, врачей и учителей в государственных больницах и школах. Не стоит путать с бюрократами низового уровня государственных чиновников, не взаимодействующих непосредственно с гражданами в своей деятельности.

## История
Концепция бюрократии низового уровня была предложена Майклом Липски в 1969 году. Однако появление первых бюрократов низового уровня произошло задолго до этого и во многом связано с ростом социального государства, в рамках которого появляются финансируемые государством службы, которые оказывают услуги гражданам.

## Проблемы

### Восприятие коррупции бюрократа низового уровня
Коррупция в действиях бюрократа низового уровня может быть связана с нарушением этических кодексов поведения, законов и установленных государственными органами правил. В качестве примера подобной коррупции можно привести пример полицейского, который берет взятку, от водителя, нарушившего правила дорожного движения. Нарушение бюрократом низового уровня влияет не только на восприятие гражданами органа государственной власти, к которому относится бюрократ, но и на все государственные органы в целом.

### Дискреция
Дискреция может быть определена как свобода в принятии решения. Лицо, принимающее решение, может выбрать между различными действиями, включая бездействие. Эта свобода может быть как определена инструкцией, так и быть вызвана отсутствие инструкции. Липски утверждает, что бюрократы низового уровня обладают дискрецией (свободой при принятии решений), так как решения, принимаемые ими, не сводятся к механическому исполнению инструкций. Бюрократы низового уровня несут ответственность за принятие подходящего решения для гражданина при взаимодействии с ним. Липски утверждает, что все бюрократы низового уровня сталкиваются с ситуациями, в которых им необходимо найти компромисс между соблюдением инструкций и публичными ожиданиями в том, как они должны действовать.

### Недостаток ресурсов
Липски утверждает, что нехватка ресурсов заставляет бюрократов низового уровня разрабатывать упрощенные процедуры обработки дел, которые влияют на их повседневные задачи. Эти процедуры принятия решений влияют на государственную политику. Он заявляет, что бюрократов низового уровня обучают навыкам реализации вместо того, чтобы узнавать о том, как найти больше ресурсов, знаний и информации, которые помогли бы им более эффективно проводить политику. Хилл выделяет несколько ресурсов для реализации, которые часто отсутствуют у уличных бюрократов, таких как: исследовательские ресурсы, соответствующие ресурсы о том, как формировать конкретную политику для их конкретной ситуации, а также доступ к опыту и обучению навыкам, чтобы улучшить их принятие решений и осведомленность в конкретных сложных ситуациях, возникающих на уличном уровне. Еще один ключевой ресурс, которого часто не хватает рядовым бюрократам, - это время для полной оценки отдельных дел. В социальных службах у социальных работников часто бывает настолько много дел, что они могут видеть получателей или заявителей социальной помощи только в течение очень короткого времени каждую неделю. В результате социальные работники должны очень быстро принимать решения о том, одобрять или отказывать в социальных пособиях. Бюрократам низового уровня часто не хватает ресурсов из-за структурных факторов, таких как недофинансирование услуг или неравномерное распределение бюджетов. С другой стороны, растущий спрос на услуги может также привести к нехватке ресурсов, что препятствует предоставлению услуг, соответствующих ожиданиям клиентов.

## Бюрократы низового уровня в России
Применение теории бюрократа низового уровня в России ограничено тем, что те, кого Липски рассматривает как типичные примеры: учителя, врачи, пожарные — не являются государственными служащими в России, хотя и получают зарплату из государственного бюджета. При этом их действия воспринимаются гражданами как действия государственного органа, даже если юридически они не подотчетны государству.